# 馬里埃爾 (古巴)
馬里埃爾是古巴的城鎮，位於該國西部，距離首都哈瓦那40公里，属阿爾特米薩省，面積269平方公里，海拔高度5米，2004年人口42,504，人口密度為每平方公里158人。
1980年，因数名古巴人闯入秘鲁驻古巴大使馆寻求庇护并引发数以千计的古巴人进入大使馆试图离开古巴，时任古共中央第一书记菲德尔·卡斯特罗决定允许所有愿意离开古巴的古巴人从马列尔港离境，于是有超过十二万五千人从马列尔港前往美国，大多数居住于佛罗里达州迈阿密，史称马列尔事件。